# La Amapola
Guadalupe Ramona Olvera, mera känd under sitt artistnamn La Amapola, född 9 september 1976 i Mexico City i Mexiko, är en mexikansk fribrottare inom stilen lucha libre. Hon har brottats i Mexikos äldsta fribrottningsförbund, Consejo Mundial de Lucha Libre sedan hennes debut i december 1997. Hon höll förbundets titelbälte för kvinnor i 1 442 dagar mellan 2007 och 2011. Hon har också brottats under namnet Lady Pentagon.